# Лот (река)
Лот (фр. Lot, оксит. Òlt) је река у југозападној Француској. Извире у области Централног масива на надморској висини од 1272 метра, а после 485 km тока улива се у реку Гарона близу атлантске обале Француске. По реци Лот имена су добила два француска департмана: Лот и Лот и Гарона.